# FA Cup 1965-1966
La FA Cup 1965-66 è stata l'ottantacinquesima edizione del torneo calcistico più vecchio del mondo. 
Vinse per la 3ª volta nella sua storia l'Everton che sconfisse per 3-2 lo Sheffield Wednesday nella finale unica disputata il 14 maggio 1966 a Wembley.

## Calendario
| Round                           | Date                     |
| ------------------------------- | ------------------------ |
| Primo turno di qualificazione   | Sabato 4 settembre 1965  |
| Secondo turno di qualificazione | Sabato 18 settembre 1965 |
| Terzo turno di qualificazione   | Sabato 2 ottobre 1965    |
| Quarto turno di qualificazione  | Sabato 16 ottobre 1965   |
| Primo turno                     | Sabato 13 novembre 1965  |
| Secondo turno                   | Sabato 4 dicembre 1965   |
| Terzo turno                     | Sabato 22 gennaio 1966   |
| Quarto turno                    | Sabato 12 febbraio 1966  |
| Quinto turno                    | Sabato 6 marzo 1966      |
| Sesto turno                     | Sabato 26 marzo 1966     |
| Semifinali                      | Sabato 23 aprile 1966    |
| Finale                          | Sabato 14 maggio 1966    |

## Primo turno
Ebbero accesso a questa fase i club provenienti dalla Third Division e quelli provenienti dalla Fourth Division, inoltre i club dilettantistici (ossia quelli appartenenti ad una categoria inferiore alla Fourth Division) che vinsero i turni di qualificazione. Le partite vennero giocate il sabato 13 novembre 1965. Sette partite finirono con il pareggio e si rigiocarono quattro o cinque giorni dopo.
| Nr. partita | Squadra Locale         | Punteggio | Squadra Ospite         | Data             |
| ----------- | ---------------------- | --------- | ---------------------- | ---------------- |
| 1           | Chesterfield           | 0-2       | Chester                | 13 novembre 1965 |
| 2           | Darlington             | 3-2       | Bradford City          | 13 novembre 1965 |
| 3           | Bournemouth            | 0-0       | Weymouth               | 13 novembre 1965 |
| 4           | Barnet                 | 0-2       | Dartford               | 13 novembre 1965 |
| 5           | Barrow                 | 1-2       | Grimsby Town           | 13 novembre 1965 |
| 6           | Bath City              | 2-0       | Newport County         | 13 novembre 1965 |
| 7           | Grantham               | 4-1       | Hendon                 | 13 novembre 1965 |
| 8           | Reading                | 3-2       | Bristol Rovers         | 13 novembre 1965 |
| 9           | Walsall                | 6-3       | Swansea Town           | 13 novembre 1965 |
| 10          | Fleetwood Town         | 2-2       | Rochdale               | 13 novembre 1965 |
| 11          | Gillingham             | 1-2       | Folkestone             | 13 novembre 1965 |
| 12          | Crewe Alexandra        | 3-0       | Scunthorpe United      | 13 novembre 1965 |
| 13          | Lincoln City           | 1-3       | Barnsley               | 13 novembre 1965 |
| 14          | Swindon Town           | 5-1       | Merthyr Tydfil         | 13 novembre 1965 |
| 15          | Shrewsbury Town        | 2-1       | Torquay United         | 13 novembre 1965 |
| 16          | Doncaster Rovers       | 2-2       | Wigan Athletic         | 13 novembre 1965 |
| 17          | Wrexham                | 4-1       | South Liverpool        | 13 novembre 1965 |
| 18          | Tranmere Rovers        | 0-1       | Stockport County       | 13 novembre 1965 |
| 19          | Leytonstone            | 0-1       | Hereford United        | 13 novembre 1965 |
| 20          | Brentford              | 2-1       | Yeovil Town            | 13 novembre 1965 |
| 21          | Brighton & Hove Albion | 10-1      | Wisbech Town           | 13 novembre 1965 |
| 22          | Millwall               | 3-1       | Wealdstone             | 13 novembre 1965 |
| 23          | Wimbledon              | 4-1       | Gravesend & Northfleet | 13 novembre 1965 |
| 24          | Altrincham             | 6-0       | Scarborough            | 13 novembre 1965 |
| 25          | Southend United        | 3-1       | Notts County           | 13 novembre 1965 |
| 26          | Bradford Park Avenue   | 2-3       | Hull City              | 13 novembre 1965 |
| 27          | Exeter City            | 1-2       | Bedford Town           | 13 novembre 1965 |
| 28          | Hartlepools United     | 3-1       | Workington             | 13 novembre 1965 |
| 29          | Mansfield Town         | 1-3       | Oldham Athletic        | 13 novembre 1965 |
| 30          | Southport              | 2-0       | Halifax Town           | 13 novembre 1965 |
| 31          | Aldershot              | 2-1       | Wellingborough Town    | 13 novembre 1965 |
| 32          | Guildford City         | 2-2       | Wycombe Wanderers      | 13 novembre 1965 |
| 33          | Romford                | 1-1       | Luton Town             | 13 novembre 1965 |
| 34          | Gateshead              | 4-2       | Crook Town             | 13 novembre 1965 |
| 35          | Peterborough United    | 2-1       | Kidderminster Harriers | 13 novembre 1965 |
| 36          | South Shields          | 3-1       | York City              | 13 novembre 1965 |
| 37          | Colchester United      | 3-3       | Queens Park Rangers    | 13 novembre 1965 |
| 38          | Corby Town             | 6-3       | Burton Albion          | 13 novembre 1965 |
| 39          | Oxford United          | 2-2       | Port Vale              | 13 novembre 1965 |
| 40          | Corinthian Casuals     | 1-5       | Watford                | 13 novembre 1965 |

### Replays
| Nr. partita | Squadra Locale      | Punteggio | Squadra Ospite    | Data             |
| ----------- | ------------------- | --------- | ----------------- | ---------------- |
| replay      | Weymouth            | 1-4       | Bournemouth       | 17 novembre 1965 |
| replay      | Rochdale            | 5-0       | Fleetwood Town    | 17 novembre 1965 |
| replay      | Wigan Athletic      | 3-1       | Doncaster Rovers  | 17 novembre 1965 |
| replay      | Wycombe Wanderers   | 0-1       | Guildford City    | 17 novembre 1965 |
| replay      | Luton Town          | 1-0       | Romford           | 18 novembre 1965 |
| replay      | Queens Park Rangers | 4-0       | Colchester United | 17 novembre 1965 |
| replay      | Port Vale           | 3-2       | Oxford United     | 17 novembre 1965 |

## Secondo turno
Le partite vennero giocate il sabato 4 dicembre 1966. Quattro partite finirono con il pareggio e vennero, perciò, rigiocate quattro giorni dopo. La partita tra Rochdale ed Altrincham venne giocata l'8 dicembre.
| Nr. partita | Squadra Locale         | Punteggio | Squadra Ospite      | Data            |
| ----------- | ---------------------- | --------- | ------------------- | --------------- |
| 1           | Chester                | 2-1       | Wigan Athletic      | 4 dicembre 1965 |
| 2           | Darlington             | 0-1       | Oldham Athletic     | 4 dicembre 1965 |
| 3           | Bournemouth            | 5-3       | Bath City           | 4 dicembre 1965 |
| 4           | Grantham               | 1-6       | Swindon Town        | 4 dicembre 1965 |
| 5           | Rochdale               | 1-3       | Altrincham          | 8 dicembre 1965 |
| 6           | Reading                | 5-0       | Brentford           | 4 dicembre 1965 |
| 7           | Crewe Alexandra        | 3-1       | South Shields       | 4 dicembre 1965 |
| 8           | Shrewsbury Town        | 3-2       | Peterborough United | 4 dicembre 1965 |
| 9           | Queens Park Rangers    | 3-0       | Guildford City      | 4 dicembre 1965 |
| 10          | Barnsley               | 1-1       | Grimsby Town        | 4 dicembre 1965 |
| 11          | Brighton & Hove Albion | 1-1       | Bedford Town        | 4 dicembre 1965 |
| 12          | Wimbledon              | 0-1       | Folkestone          | 4 dicembre 1965 |
| 13          | Southend United        | 2-1       | Watford             | 4 dicembre 1965 |
| 14          | Hartlepools United     | 2-0       | Wrexham             | 4 dicembre 1965 |
| 15          | Port Vale              | 1-0       | Dartford            | 4 dicembre 1965 |
| 16          | Southport              | 3-3       | Stockport County    | 4 dicembre 1965 |
| 17          | Hereford United        | 1-0       | Millwall            | 4 dicembre 1965 |
| 18          | Aldershot              | 0-2       | Walsall             | 4 dicembre 1965 |
| 19          | Gateshead              | 0-4       | Hull City           | 4 dicembre 1965 |
| 20          | Corby Town             | 2-2       | Luton Town          | 4 dicembre 1965 |

### Replays
| Nr. partita | Squadra Locale   | Punteggio | Squadra Ospite         | Data            |
| ----------- | ---------------- | --------- | ---------------------- | --------------- |
| replay      | Grimsby Town     | 2-0       | Barnsley               | 8 dicembre 1965 |
| replay      | Bedford Town     | 2-1       | Brighton & Hove Albion | 8 dicembre 1965 |
| replay      | Stockport County | 0-2       | Southport              | 8 dicembre 1965 |
| replay      | Luton Town       | 0-1       | Corby Town             | 8 dicembre 1965 |

## Terzo turno
Entrono direttamente a questa fase della competizione i 44 club appartenenti alla First Division ed alla Second Division. Le partite vennero giocate il sabato 22 gennaio 1966. Sei di esse finirono con il pareggio e dovettero essere rigiocate.
| Nr. partita | Squadra Locale          | Punteggio | Squadra Ospite       | Data            |
| ----------- | ----------------------- | --------- | -------------------- | --------------- |
| 1           | Blackpool               | 1-1       | Manchester City      | 22 gennaio 1966 |
| 2           | Chester                 | 1-3       | Newcastle United     | 22 gennaio 1966 |
| 3           | Bournemouth             | 1-1       | Burnley              | 22 gennaio 1966 |
| 4           | Liverpool               | 1-2       | Chelsea              | 22 gennaio 1966 |
| 5           | Reading                 | 2-3       | Sheffield Wednesday  | 22 gennaio 1966 |
| 6           | Folkestone              | 1-5       | Crewe Alexandra      | 22 gennaio 1966 |
| 7           | Blackburn               | 3-0       | Arsenal              | 22 gennaio 1966 |
| 8           | Aston Villa             | 1-2       | Leicester City       | 22 gennaio 1966 |
| 9           | Bolton Wanderers        | 3-0       | West Bromwich Albion | 22 gennaio 1966 |
| 10          | Grimsby Town            | 0-0       | Portsmouth           | 22 gennaio 1966 |
| 11          | Wolverhampton Wanderers | 5-0       | Altrincham           | 22 gennaio 1966 |
| 12          | Derby County            | 2-5       | Manchester United    | 22 gennaio 1966 |
| 13          | Everton                 | 3-0       | Sunderland           | 22 gennaio 1966 |
| 14          | Swindon Town            | 1-2       | Coventry City        | 22 gennaio 1966 |
| 15          | Sheffield United        | 3-1       | Fulham               | 22 gennaio 1966 |
| 16          | Tottenham Hotspur       | 4-0       | Middlesbrough        | 22 gennaio 1966 |
| 17          | Queens Park Rangers     | 0-0       | Shrewsbury Town      | 22 gennaio 1966 |
| 18          | Northampton Town        | 1-2       | Nottingham Forest    | 22 gennaio 1966 |
| 19          | Plymouth Argyle         | 6-0       | Corby Town           | 22 gennaio 1966 |
| 20          | Hull City               | 1-0       | Southampton          | 22 gennaio 1966 |
| 21          | Carlisle United         | 3-0       | Crystal Palace       | 22 gennaio 1966 |
| 22          | Oldham Athletic         | 2-2       | West Ham United      | 22 gennaio 1966 |
| 23          | Huddersfield Town       | 3-1       | Hartlepools United   | 24 gennaio 1966 |
| 24          | Bedford Town            | 2-1       | Hereford United      | 22 gennaio 1966 |
| 25          | Cardiff City            | 2-1       | Port Vale            | 26 gennaio 1966 |
| 26          | Charlton Athletic       | 2-3       | Preston North End    | 22 gennaio 1966 |
| 27          | Southport               | 0-0       | Ipswich Town         | 22 gennaio 1966 |
| 28          | Leeds United            | 6-0       | Bury                 | 22 gennaio 1966 |
| 29          | Stoke City              | 0-2       | Walsall              | 22 gennaio 1966 |
| 30          | Rotherham United        | 3-2       | Southend United      | 22 gennaio 1966 |
| 31          | Birmingham City         | 3-2       | Bristol City         | 22 gennaio 1966 |
| 32          | Leyton Orient           | 1-3       | Norwich City         | 22 gennaio 1966 |

### Replays
| Nr. partita | Squadra Locale  | Punteggio | Squadra Ospite      | Data            |
| ----------- | --------------- | --------- | ------------------- | --------------- |
| replay      | Manchester City | 3-1       | Blackpool           | 24 gennaio 1966 |
| replay      | Burnley         | 7-0       | Bournemouth         | 25 gennaio 1966 |
| replay      | Portsmouth      | 1-3       | Grimsby Town        | 26 gennaio 1966 |
| replay      | Shrewsbury Town | 1-0       | Queens Park Rangers | 26 gennaio 1966 |
| replay      | West Ham        | 2-1       | Oldham Athletic     | 24 gennaio 1966 |
| replay      | Ipswich Town    | 2-3       | Southport           | 25 gennaio 1966 |

## Quarto turno
Le partite vennero disputate sabato 12 febbraio 1966. Cinque partite finirono con il pareggio e vennero pertanto rigiocate alcuni giorni dopo. La partita tra Shrewsbury Town e Carlisle United andò persino ad un secondo replay giocato il 21 febbraio.
| Nr. partita | Squadra Locale          | Punteggio | Squadra Ospite      | Data             |
| ----------- | ----------------------- | --------- | ------------------- | ---------------- |
| 1           | Bolton Wanderers        | 1-1       | Preston North End   | 12 febbraio 1966 |
| 2           | Wolverhampton Wanderers | 3-0       | Sheffield United    | 12 febbraio 1966 |
| 3           | Crewe Alexandra         | 1-1       | Coventry City       | 12 febbraio 1966 |
| 4           | Shrewsbury Town         | 0-0       | Carlisle United     | 12 febbraio 1966 |
| 5           | Newcastle United        | 1-2       | Sheffield Wednesday | 12 febbraio 1966 |
| 6           | Tottenham Hotspur       | 4-3       | Burnley             | 12 febbraio 1966 |
| 7           | Manchester City         | 2-0       | Grimsby Town        | 12 febbraio 1966 |
| 8           | West Ham United         | 3-3       | Blackburn           | 12 febbraio 1966 |
| 9           | Manchester United       | 0-0       | Rotherham United    | 12 febbraio 1966 |
| 10          | Norwich City            | 3-2       | Walsall             | 12 febbraio 1966 |
| 11          | Plymouth Argyle         | 0-2       | Huddersfield Town   | 12 febbraio 1966 |
| 12          | Hull City               | 2-0       | Nottingham Forest   | 12 febbraio 1966 |
| 13          | Chelsea                 | 1-0       | Leeds United        | 12 febbraio 1966 |
| 14          | Bedford Town            | 0-3       | Everton             | 12 febbraio 1966 |
| 15          | Southport               | 2-0       | Cardiff City        | 12 febbraio 1966 |
| 16          | Birmingham City         | 1-2       | Leicester City      | 12 febbraio 1966 |

### Replays
| Nr. partita | Squadra Locale    | Punteggio | Squadra Ospite    | Data             |
| ----------- | ----------------- | --------- | ----------------- | ---------------- |
| replay      | Preston North End | 3-2       | Bolton Wanderers  | 14 febbraio 1966 |
| replay      | Coventry City     | 4-1       | Crewe Alexandra   | 14 febbraio 1966 |
| replay      | Carlisle United   | 1-1       | Shrewsbury Town   | 15 febbraio 1966 |
| replay      | Shrewsbury Town   | 4-3       | Carlisle United   | 21 febbraio 1966 |
| replay      | Blackburn Rovers  | 4-1       | West Ham United   | 16 febbraio 1966 |
| replay      | Rotherham United  | 0-1       | Manchester United | 15 febbraio 1966 |

## Quinto turno
Le partite del 5º turno furono giocate il sabato 5 marzo 1966, due partite terminarono con un pareggio e dovettero essere rigiocate il mercoledì successivo.
| Nr. partita | Squadra Locale          | Punteggio | Squadra Ospite      | Data         |
| ----------- | ----------------------- | --------- | ------------------- | ------------ |
| 1           | Preston North End       | 2-1       | Tottenham Hotspur   | 5 marzo 1966 |
| 2           | Wolverhampton Wanderers | 2-4       | Manchester United   | 5 marzo 1966 |
| 3           | Everton                 | 3-0       | Coventry City       | 5 marzo 1966 |
| 4           | Manchester City         | 2-2       | Leicester City      | 5 marzo 1966 |
| 5           | Norwich City            | 2-2       | Blackburn           | 5 marzo 1966 |
| 6           | Hull City               | 2-0       | Southport           | 5 marzo 1966 |
| 7           | Chelsea                 | 3-2       | Shrewsbury Town     | 5 marzo 1966 |
| 8           | Huddersfield Town       | 1-2       | Sheffield Wednesday | 5 marzo 1966 |

### Replays
| Nr. partita | Squadra Locale   | Punteggio | Squadra Ospite  | Data         |
| ----------- | ---------------- | --------- | --------------- | ------------ |
| replay      | Leicester City   | 0-1       | Manchester City | 9 marzo 1966 |
| replay      | Blackburn Rovers | 3-2       | Norwich City    | 9 marzo 1966 |

## Sesto turno
I quattro quarti di finale vennero giocati il 26 marzo 1966. Ben tre partite su quattro terminarono con il pareggio e dovettero essere rigiocate; fra queste, la partita tra Manchester City ed Everton necessitò di un ulteriore replay.
| Nr. partita | Squadra Locale    | Punteggio | Squadra Ospite      | Data          |
| ----------- | ----------------- | --------- | ------------------- | ------------- |
| 1           | Preston North End | 1-1       | Manchester United   | 26 marzo 1966 |
| 2           | Blackburn         | 1-2       | Sheffield Wednesday | 26 marzo 1966 |
| 3           | Manchester City   | 0-0       | Everton             | 26 marzo 1966 |
| 4           | Chelsea           | 2-2       | Hull City           | 26 marzo 1966 |

### Replays
| Nr. partita | Squadra Locale    | Punteggio | Squadra Ospite    | Data          |
| ----------- | ----------------- | --------- | ----------------- | ------------- |
| replay      | Manchester United | 3-1       | Preston North End | 30 marzo 1966 |
| replay      | Everton           | 0-0       | Manchester City   | 29 marzo 1966 |
| replay      | Everton           | 2-0       | Manchester City   | 5 aprile 1966 |
| replay      | Hull City         | 1-3       | Chelsea           | 31 marzo 1966 |

## Semifinali
Le semifinali vennero giocate sabato 23 aprile 1966, l'Everton e lo Sheffield Wednesday passarono il turno e riuscirono ad andare a Wembley per giocarsi la finale.
| Arbitro: | Erin Jennings |

|            |           |  |
| Harvey 79’ | Marcatori |  |

| Arbitro: | Ken Dagnall |

|                        |           |  |
| Pugh 55’ McCalliog 90’ | Marcatori |  |

## Finale
| Arbitro: | Jack Taylor |

|                               |           |                       |
| Trebilcock 59’ 64’ Temple 74’ | Marcatori | 4’ McCalliog 57’ Ford |

| Everton | Sheffield Wednesday |